# Lindre-Basse
Lindre-Basse là một xã trong vùng hành chính Lothringen, thuộc tỉnh Moselle, quận Château-Salins, tổng Dieuze. Tọa độ địa lý của xã là 48° 48' vĩ độ bắc, 06° 44' kinh độ đông. Lindre-Basse nằm trên độ cao trung bình là 210 mét trên mực nước biển, có điểm thấp nhất là 205 mét và điểm cao nhất là 248 mét. Xã có diện tích 8,28 km², dân số vào thời điểm 1999 là 231 người; mật độ dân số là 27 người/km².

## Thông tin nhân khẩu
| 1962 | 1968 | 1975 | 1982 | 1990 | 1999 |
| ---- | ---- | ---- | ---- | ---- | ---- |
| 236  | 254  | 239  | 229  | 228  | 231  |